# (3350) Scobee
(3350) Scobee es un asteroide perteneciente al cinturón de asteroides descubierto por Edward L. G. Bowell el 8 de agosto de 1980 desde la Estación Anderson Mesa, en Flagstaff, Estados Unidos.

## Designación y nombre
Scobee se designó al principio como 1980 PJ.
Más tarde, en 1986, fue nombrado en honor del astronauta estadounidense Francis Scobee (1939-1986), fallecido en el accidente del Challenger.

## Características orbitales
Scobee está situado a una distancia media de 2,31 ua del Sol, pudiendo alejarse hasta 2,785 ua y acercarse hasta 1,836 ua. Tiene una inclinación orbital de 3,41 grados y una excentricidad de 0,2054. Emplea 1282 días en completar una órbita alrededor del Sol.

## Características físicas
La magnitud absoluta de Scobee es 14,5.